# Dynasty
Dynasty è stata una serie televisiva statunitense di genere soap opera trasmessa per la prima volta negli Stati Uniti dal 12 gennaio 1981 all'11 maggio 1989 dal network ABC.
In Italia venne trasmessa inizialmente da Rete 4 a partire dal 15 settembre 1982 allora controllata da Arnoldo Mondadori Editore, nel tentativo di controbilanciare negli ascolti Canale 5 che trasmetteva Dallas. Successivamente, dal 1984, con l'acquisto della rete da parte dell'allora Fininvest, oggi Mediaset, il serial passò a Canale 5.

## Genesi
Nata sulla falsariga del già affermato Dallas, la serie fu creata da Richard ed Esther Shapiro, con il "titolo di lavorazione" Oil. Il ruolo maschile principale fu affidato a George Peppard. In una prima stesura del copione, i nomi delle famiglie Carrington e Colby erano Parkhurst e Corby.
Peppard incontrò molte difficoltà nell'affrontare un ruolo sgradevole come quello di Blake per cui venne sostituito da John Forsythe. Solo nelle bozze finali di produzione i nomi Parkhurst e Corby furono cambiati in Carrington e Colby, e la rivalità che li contrapponeva venne scritta traendo spunto dalla rivalità tra i Montecchi e i Capuleti della storia d'amore tra Romeo e Giulietta.
La prima stagione venne girata nel 1980 ma non fu mandata in onda a causa di uno sciopero indetto dallo Screen Actors Guild e l'American Federation of Television and Radio. La ABC fu così costretta a rimandarne la trasmissione al gennaio 1981. Fu anche il primo serial ad affrontare il tema delle malattie mentali, col personaggio di Claudia, e un altro tema all'epoca tabù come l'omosessualità, con quello di Steven. La villa dove vive la famiglia Carrington è Villa Filioli, sita vicino a San Francisco ed utilizzata anche per le riprese del film Il paradiso può attendere con Warren Beatty. Solo il primo triplo episodio della serie e lo speciale Dynasty Reunion: Catfights & Caviar sono stati realmente girati all'interno di Villa Filioli.
Alla fine della prima stagione il volto del personaggio di Alexis entra in aula coperto da una veletta. All'epoca delle riprese infatti il ruolo della prima moglie di Blake non era stato assegnato, e in lizza per questa parte c'erano alcune famose attrici del grande schermo come Elizabeth Taylor e Sophia Loren. In seguito fu contattata anche Jane Wyman ma pure lei rifiutò il ruolo. Solo durante la prima puntata della seconda serie viene mostrato il volto di Joan Collins. Donald Trump chiese di poter avere una parte nella serie, ma ciò non fu possibile in quanto tutti i ruoli erano già stati assegnati.

## Trama

### Stagione 1981 – I Carrington
La serie, ambientata a Denver, nel Colorado, si apre alla vigilia delle nozze tra il magnate del petrolio, Blake Carrington e la sua ex-segretaria Krystle Jennings. Krystle è una donna giovane, bella e vulnerabile e, all'indomani del matrimonio, deve affrontare l'ambiente ostile di casa Carrington: la servitù non accetta di buon grado gli ordini della donna. Fallon la figlia di Blake, è gelosa della matrigna e vede in pericolo il suo ruolo di prediletta, agli occhi del padre. Lo stesso Blake è più preoccupato dei suoi affari alla Denver-Carrington che della nuova moglie. L'unico alleato di Krystle sembra essere il figlio di Blake, Steven.
Anche i giovani della dinastia Carrington non sono certo degli "stinchi di santo": Steven è considerato "inappropriato" come successore di Blake a causa dei continui conflitti con il padre, soprattutto per la sua omosessualità, malcelata con la bisessualità. La crudele Fallon non può invece aspirare alla direzione della Denver-Carrington semplicemente perché è una donna. Così, forse per ovviare a questa e ad altre mancanze, salta da un letto all'altro, spesso infedele al suo futuro marito Jeff Colby sposato non tanto per amore quanto per affari.
La prima stagione vede in scena, poi, anche il primo amore di Krystle, Matthew Blaisdel impiegato della Denver-Carrington come geologo che cerca in tutti i modi di riuscire a creare una sua compagnia insieme a Walter Lankershim. Matthew è sposato all'emotiva Claudia Barrows, appena uscita da un ospedale psichiatrico e alla ricerca di un equilibrio psichico che spesso negli anni vacillerà a causa delle vicissitudini che la vedranno legata alla famiglia Carrington.

### Stagione 1981-82 – Entra Alexis
Solo con la seconda stagione gli ascolti di Dynasty iniziano a salire, esattamente quando entra in scena l'attrice britannica Joan Collins. Il ruolo venne proposto all'attrice italiana premio Oscar Sophia Loren ma rifiutò.
Al termine della prima stagione, durante il processo a Blake Carrington per l'omicidio di Ted Dinard, amante di suo figlio Steven, fa il suo ingresso nell'aula di tribunale una misteriosa donna. Nel primo episodio della nuova stagione viene svelato l'arcano: la donna è Alexis Carrington, ex-moglie di Blake e madre di Fallon e Steven. Con l'arrivo di questo personaggio, e dei nuovi autori Eileen e Robert Mason Pollock, la serie tv spicca il volo verso le alte posizioni degli ascolti Nielsen. Così nella stagione 1981-1982, la serie entra nei primi 20 posti giungendo infine in prima posizione nel 1985. Il successo della serie è dovuto soprattutto al fatto che i nuovi autori riducono la storia sul lato degli "affari" accentuandola sulle relazioni tra i personaggi e sulle loro storie personali, dando così agli spettatori l'impressione che «ogni cinque minuti una nuova tragedia si possa abbattere sui Carrington».
Con l'arrivo di Alexis, la rivalità tra le due mogli di Blake Carrington diventa un elemento chiave della serie. Alexis non accetta di essere stata rimpiazzata da Krystle come la padrona di casa Carrington e prova in tutti i modi a screditarla in ogni occasione.
Alexis prova sempre a rovinare il matrimonio di Krystle e Blake, usando mezzi scorretti, per esempio rintracciando il primo marito della donna, Mark Jennings e portando alla luce un divorzio non effettivo tra i due. Nell'arco di nove stagioni, le due donne hanno spesso scontri verbali ma rimarranno nella storia della serie soprattutto per i loro scontri fisici, a partire dalla prima inaspettata zuffa in casa di Alexis, quando Krystle scopre che la donna è responsabile della sua caduta da cavallo e del conseguente aborto spontaneo. Anche nel film tv Dynasty: ultimo atto, gli autori hanno ritagliato una scena in cui le due acerrime nemiche vengono alle mani. Gli scontri tra Alexis e Krystle hanno portato ad un uso massiccio, per l'epoca, della parola "bitch", fino ad allora raramente usata nella televisione americana.
La seconda stagione, dopo il tentato suicidio di Claudia abbandonata da Matthew che le ha portato via la figlia, l'entrata in scena del misterioso e vendicativo dottor Nick Toscanni, gli intrighi di Cecil Colby ai danni di Blake, si conclude con il tentato omicidio di Blake, abbandonato in montagna, perché creduto morto, dopo uno scontro con Nick, con la partenza di Steven deluso dall'intolleranza dei familiari e con la sparizione del figlio di Fallon e Jeff, Blake Jr.

### Stagione 1982-83
Un aspetto importante per la serie di Dynasty è dato dai colpi di scena in finale di stagione, i cosiddetti "cliffhanger".
La terza stagione si apre con le ricerche del piccolo Blake Jr., il cui ritrovamento fornirà ad Alexis l'occasione di rivelare ai figli l'esistenza di un loro fratello: il primogenito Adam, rapito da piccolo e mai più ritrovato. Adam torna a casa dopo aver appreso la verità, da quella che lui aveva sempre reputato sua nonna e viene accolto dai familiari.

### Stagione 1983-84 – La scomparsa di Fallon
La quarta stagione, dopo varie tragiche vicissitudini legate a Kirby Anders, la figlia di Joseph, una paralisi delle gambe dopo un incidente di Fallon, e a un misterioso "maniaco" telefonico che cercherà di minare l'equilibrio psichico riacquistato da poco da Claudia, mette in scena un doppio cliffhanger: la scomparsa di Fallon, poco prima del suo secondo matrimonio con Jeff, in seguito ad un incidente stradale e l'arresto di Alexis con l'accusa di omicidio volontario.

### Stagione 1984-85 – Il massacro di Moldavia
La scomparsa di Fallon si tradurrà nella sua morte temporanea a causa di un incidente aereo. Tuttavia verso la fine della stagione apparirà chiaro che Fallon è in realtà viva, ma ha perso la memoria e vaga in California alla ricerca della sua identità. Alexis invece, dopo una serie di puntate, verrà scagionata da ogni accusa di omicidio e tornerà libera. Nel corso della stagione, oltre alla fine del matrimonio tra Steven e Claudia, con il quasi triangolo con Luke, vede il misterioso arrivo di Dominique Deveraux, sorellastra di Blake, inoltre, verrà a galla un segreto di Alexis: anni prima, lei e Blake, avevano avuto un'altra figlia, Amanda, della quale non si sapeva l'esistenza. La ragazza entrerà così in scena e sarà al centro delle storie di questa stagione. Sarà proprio lei la protagonista del cliffhanger della serie: il "massacro di Moldavia". In Moldavia tutti i protagonisti si riuniscono per presenziare al matrimonio fra Amanda e l'erede del regno moldavo. Tuttavia nel regno è in corso una rivolta di palazzo che avrà il suo culmine durante la cerimonia nuziale, quando un gruppo di guerriglieri entra nella sala e spara sugli ospiti. L'ultima scena dell'episodio, andato in onda nel maggio 1985, vede tutti i protagonisti stesi a terra e apparentemente senza vita, scena che porta il pubblico a credere che ciascuno di loro può essere morto e spinge la maggioranza delle riviste del settore a speculare sugli eventuali sopravvissuti.

### Stagione 1985-86 – L'inizio del declino
Nonostante la buona scrittura del "cliffhanger", e nonostante diventi ben presto uno dei più "chiacchierati" colpi di scena del 1985 televisivo, il massacro nel Regno di Moldavia viene ricordato anche come una delle più grandi delusioni per gli affezionati della serie. Quando la serie torna, l'autunno seguente, al pubblico viene subito rivelato l'esito del colpo di scena: solo due personaggi minori rimangono uccisi nell'attentato: l'amante di Steven, Luke Fuller, e lady Ashley Mitchell, interpretata da Ali MacGraw. Diversi critici televisivi dell'epoca hanno ritenuto che una soluzione così banale e debole disillude il pubblico, pubblico che ha l'impressione di una trama basata sul nulla, e viene vista, a posteriori, come il momento dell'inizio del declino della serie, momento televisivo solitamente indicato con l'espressione "Saltare lo squalo".
In uno speciale del 2006 trasmesso dalla CBS, Dynasty Reunion: Catfights & Caviar, Gordon Thomson, interprete di Adam Carrington, indica come colpevole del declino del serial, non il colpo di scena in finale di stagione, ma tutto il seguito. Non solo la risoluzione del massacro in Moldavia, ma anche le varie storie che andranno a svolgersi durante tutto l'anno. Scontentano soprattutto gli errori di continuità nella trama, i troppi improbabili nuovi personaggi imparentati gli uni con gli altri, il cambiamento caratteriale di Claudia, per problemi legati anche alla gravidanza dell'attrice Pamela Bellwood che la porterà spesso lontano dal set e che si concluderà con la tragica morte del personaggio nell'ultimo episodio di stagione; il doppio personaggio della Evans, Krystle e Rita, ed il fatto che Joan Collins non sia presente all'inizio della sesta stagione, a causa delle negoziazioni tra l'attrice e la produzione per un aumento di cachet. Di conseguenza, l'episodio iniziale viene riscritto in modo tale da spiegare la sua assenza per cui molte scene vengono cancellate. Fortunatamente, la Collins trova un accordo, firmando un contratto da 60.000 dollari per episodio, e torna in pista già alla seconda puntata, sebbene un'eventuale trama in cui lei possa diventare la Regina di Moldavia viene tagliata fuori.
Altro colpo di scena, ma in questo caso, "non voluto", è stata la partecipazione straordinaria di Rock Hudson. L'attore di tante commedie degli anni '50 e '60 interpreta il ruolo di Daniel Reece, personaggio che inizia una breve relazione romantica con Krystle. In una scena della serie, i due attori si baciano e qui nasce un cliffhanger che avrà ripercussioni non sulla finzione, quanto sulla realtà. Da lì a poco, infatti, la stampa internazionale riporterà la notizia che l'attore è affetto da AIDS e inizierà una conseguente speculazione sui rischi che la Evans avrebbe corso a causa di quel bacio. Fortunatamente l'infondato allarme contagio rientrerà da lì a poco, provato dal fatto che il virus HIV, come ormai noto, non si trasmette con un bacio.
La tiepida reazione alla soluzione del massacro di Moldavia, il doppio ruolo che la Evans interpreta, quello abituale di Krystle e quello di Rita, per 11 episodi, le difficoltà per far rientrare il personaggio di Fallon e il tempo eccessivo per presentare i personaggi che andranno poi ad interpretare lo spin-off di Dynasty, I Colby, indeboliscono la serie e il pubblico comincia a disaffezionarsi.
Dopo il caso Moldavia, tornati a Denver, Blake mostra ancora una volta tutto il suo disprezzo per Alexis. Alexis nel corso di questa stagione scopre la relazione tra il marito Dex e la figlia Amanda, a questo punto lei divorzia dal marito e prova a riconciliarsi con Blake che però la respinge nuovamente. A questo punto lei ritrova il fratello di lui, Ben Carrington, e insieme cercano di entrare in possesso della sua fortuna. L'effetto che ne consegue rappresenta il cliffhanger della sesta stagione: Blake cerca di strangolare Alexis in casa Carrington, che ora appartiene alla donna. Nello stesso istante, l'Hotel La Mirage va a fuoco a causa di Claudia, impazzita nuovamente per colpa di Adam, che per distrazione incendia la sua camera nell'hotel e vi muore, mentre Amanda, anche lei presente nell'hotel, verrà salvata da Michael Culhane.

### Stagione 1986-87 – I tormenti di Blake
L'incendio a La Mirage porta però ad un risultato interessante per il telefilm: Amanda, anche lei imprigionata nell'hotel, si salverà grazie a Micheal Culhane, ex autista di Blake, ma vedremo la ragazza salvata con un nuovo volto. Il personaggio, oltre ovviamente a un volto diverso, avrà anche perso il suo caratteristico accento britannico. Durante la settima stagione, Blake sarà dapprima incolpato di aver incendiato l'albergo La Mirage per riscuotere il premio dell'assicurazione, uccidendo quindi alcune persone. Solo più avanti la figlia di Dominique, Jackie, rimasta ferita nel rogo, testimonierà di aver visto l'inizio dell'incendio nella suite di Claudia e la sua relativa morte, scagionando l'uomo. Blake poi riesce a rientrare in possesso del suo patrimonio, e risolve la questione del processo alla madre, grazie ad Emily Fallmont, vittima di un successivo incidente d'auto mentre fugge dal marito, il burbero senatore Fallmont. Infine Blake perde la memoria in seguito ad un'esplosione. Alexis approfitterà della situazione cercandogli di fargli credere di essere ancora sposato con lei, fino a quando, stranamente presa dai sensi di colpa, gli dirà tutta la verità. Subito dopo, l'uomo e Krystle devono affrontare il rapimento della loro figlioletta Krystina, mentre nel frattempo vediamo Adam innamorarsi di Dana Waring e Sammy-Jo rompere il suo matrimonio con Clay Fallmont figlio dei Fallmont insieme a Bart. Anche Steven romperà con il suo attuale partner, Bart Fallmont, riconciliandosi con Sammy-Jo. Amanda, invece, a metà stagione, lascerà una lettera in cui scrive di voler tornare a Londra ed il suo personaggio scomparirà per sempre. Il colpo di scena finale è dato da Matthew Blaisdel, che, intrufolatosi con un gruppo di guerriglieri al matrimonio di Adam e Dana, prende i Carrington in ostaggio, mentre da un'altra parte della città Alexis perde il controllo della sua auto e salta giù da un ponte.

### Stagione 1987-88 – Alexis in pericolo
Quando I Colby viene cancellato, Fallon e Jeff tornano in Dynasty nella stagione 1987-1988. Fra gli accadimenti di questa stagione: Steven mostra il suo lato oscuro uccidendo Matthew Blaisdel; Alexis verrà salvata da un certo Sean Rowan, lo sposerà ma scoprirà ben presto che questi la vuole uccidere per vendicarsi della morte di suo padre, Joseph Anders, maggiordomo dei Carrington. La riconciliazione di Steven con Sammy-Jo sarà di breve durata, a causa dei rapporti di quest'ultima con un giocatore di football, Josh Harris ma Steven potrà anche d'altro canto finalmente vivere serenamente la sua omosessualità con l'amato Bart Fallmont. La malattia di Krystina, figlia di Blake e Krystle, con il relativo trapianto di cuore e la ricerca di una madre surrogata per Dana e Adam farà il resto. In finale di stagione, assistiamo ai primi segni del tumore che colpisce Krystle al cervello, e allo scontro fisico tra Dex e Sean nella mansarda di Alexis, durante il quale partirà un colpo di pistola.

### Stagione 1988-89
La nona stagione vede l'ingresso di un nuovo produttore esecutivo e un team di nuovi autori che potrebbe finalmente portare nuova linfa ad una storia ormai statica da anni, introducendo un misterioso delitto avvenuto trent'anni prima nel lago vicino a casa Carrington. Ma l'audience continua a precipitare, anche, o soprattutto a causa di un cambio di programmazione. Effetti negativi vengono anche dalle defezioni di alcuni attori: Linda Evans lascia lo show e il suo personaggio viene mandato in Svizzera per un intervento d'emergenza a causa del progredire del tumore al cervello. Durante l'intervento di asportazione del tumore Krystle finisce in coma, mentre Joan Collins firma un contratto per partecipare solo a 13 episodi dei 22 previsti. Da I Colby, arriva nel cast dei regolari Stephanie Beacham e il personaggio di Sable. Sable viene messa in contrapposizione netta con Alexis.
La performance della Beacham viene elogiata tanto da rendere questa stagione una delle migliori dello show.
Ma i problemi rimangono. Anche se si vocifera che la produzione sia di nuovo in contatto con Diahann Carroll che interpretava il personaggio di Dominique Deveraux, per farla tornare nella serie, la Collins e Michael Nader, che interpretava il personaggio di Dex Dexter, annunciano che non rinnoveranno il loro contratto. Il telefilm subisce un nuovo spostamento al giovedì, mossa che si rivelerà fallimentare. L'audience cala a picco e Dynasty non viene rinnovato per l'anno seguente. Nonostante questo, com'è successo in otto anni, anche alla fine della nona stagione sono i colpi di scena a farla da padroni. Così vediamo Fallon, Blake e Alexis in pericolo di morte: la prima intrappolata in una miniera con la piccola Krystina insieme ad un pericoloso assassino, il secondo viene colpito al petto da un colpo di pistola durante uno scontro a fuoco con la polizia, mentre Alexis cadrà insieme a Dex dalla balconata del Carlton Hotel sotto gli occhi di Adam, Sable e Monica.

### Miniserie conclusiva –Dynasty: ultimo atto
Nel 1991, viene trasmessa una miniserie di due puntate, Dynasty: ultimo atto, che porta a termine tutte le storie lasciate aperte dalla cancellazione della serie due anni prima. Il film tv non viene prodotto dallo stesso team della stagione finale e crea solo dei finali approssimativi. Questa ultima serie vede passati tre anni dai precedenti accadimenti e il tutto inizia con Blake, vivo, ma dentro un carcere accusato ingiustamente dell'omicidio del capitano della polizia. Blake in questi tre anni di carcere è riuscito a capire che dietro il complotto che l'ha portato in carcere c'è un misterioso consorzio, che, attraverso la corruzione di Adam è riuscito ad impadronirsi della Denver Carrington. Nel corso della storia Blake esce di prigione grazie all'aiuto di Jeff, e inizia seppur ostacolato dal consorzio a darsi da fare per smascherare il complotto che lo ha ridotto sul lastrico.
La miniserie fu trasmessa in Italia il 2 e il 9 marzo 1992 da Rete 4.

## Spin-off e reboot
Lo spin-off di Dynasty, I Colby, debutta nel 1985 e vede come protagonisti la “risorta”, ma smemorata Fallon e il suo ex-marito Jeff. L'uomo segue la donna fino a Los Angeles per riconquistarla e farle recuperare la memoria, ma si dovrà scontrare con il resto della famiglia Colby, soprattutto con Sable e suo figlio Miles. Per il ruolo di Fallon, viene chiesto all'interprete originale, Pamela Sue Martin, di interpretarla di nuovo, ma dopo il suo rifiuto viene ingaggiata Emma Samms. La serie è durata solo due stagioni, a causa dei bassi indici d'ascolto. Così Fallon e Jeff, ed in seguito anche Sable e sua figlia Monica, rientreranno in Dynasty.
Il 2 gennaio 2005, la ABC trasmette un film tv, Dynasty: The Making of Guilty Pleasure, in cui si narra la genesi e il backstage dello show. Il film riceve buone recensioni per l'accuratezza storica, ma viene fortemente criticato da John Forsythe, Linda Evans e Joan Collins. Il film viene girato in Australia, non a Los Angeles, e la maggioranza del cast non è americano. Forsythe viene interpretato da Bartholomew John, la Evans da Melora Hardin e la Collins da Alice Krige. Gli autori del film tv si prendono molte licenze drammatiche, tanto che non risulta essere credibile nel suo “dietro le quinte” e in alcuni fatti riferiti alle storie narrate nel telefilm. Alcuni eventi narrati risultano infatti fuorvianti: per esempio, si narra che Al Corley venga estromesso dalla serie con l'esplosione di un pozzo petrolifero, ma in realtà l'attore aveva già lasciato la serie ai tempi di quell'esplosione. Questa fu creata solo per reintrodurre il suo personaggio e giustificare il suo cambiamento fisico. Altri errori sono la presenza di Sammy-Jo al massacro in Moldavia, quando in realtà la donna era a New York, ed il personaggio di Amanda cancellato definitivamente dalla serie quando la Oxenberg non aveva firmato il nuovo contratto. Inoltre, il film tv non fa nessun riferimento ai personaggi di Fallon, Adam, Jeff e Claudia.
Il 2 maggio 2006, la CBS trasmette Dynasty Reunion: Catfights & Caviar, un collage di scene tratte dalla serie presentato dagli interpreti originali dei "giovani Carrington", insieme a John Forsythe, Joan Collins e Linda Evans. Ospiti anche Jack Coleman, Pamela Bellwood ed Emma Samms. Lo special viene girato all'interno di Villa Filioli, altro “personaggio” importante del telefilm, e cioè Villa Carrington. In questo special, per la prima volta si incontrano la Martin con la Oxenberg, e Corley con Thomson.
Nel 2017 è stato prodotto un reboot, Dynasty, in onda sul canale The CW, mentre a livello internazionale è stato pubblicato da Netflix.

## Episodi
| Stagione                         | Episodi | Prima TV originale | Prima TV Italia |
| -------------------------------- | ------- | ------------------ | --------------- |
| Prima stagione                   | 15      | 1981               | 1982            |
| Seconda stagione                 | 22      | 1981-1982          | 1982-1983       |
| Terza stagione                   | 24      | 1982-1983          | 1983            |
| Quarta stagione                  | 27      | 1983-1984          | 1984-1985       |
| Quinta stagione                  | 29      | 1984-1985          | 1986            |
| Sesta stagione                   | 31      | 1985-1986          | 1986-1988       |
| Settima stagione                 | 28      | 1986-1987          | 1988            |
| Ottava stagione                  | 22      | 1987-1988          | 1989            |
| Nona stagione                    | 22      | 1988-1989          | 1989-1990       |
| Dynasty: ultimo atto (miniserie) | 2       | 1991               | 1992            |

## Personaggi
- Blake Alexander Carrington (stagioni 1-9), interpretato da John Forsythe, doppiato da Sergio Tedesco.
- Krystle Grant Jennings Carrington (stagioni 1-9), interpretata da Linda Evans, doppiata da Serena Verdirosi.
- Alexis Marissa Morell Carrington Colby Dexter Rowan (stagioni 2-9), interpretata da Joan Collins, doppiata da Rita Savagnone.
- Fallon Marissa Carrington Colby (stagioni 1-5, 7-9), interpretata da Pamela Sue Martin (stagioni 1-4), Emma Samms (stagioni 5, 7-9), doppiata da Emanuela Rossi.
- Steven Daniel Carrington (stagioni 1-8), interpretato da Al Corley (stagioni 1, 2), Jack Coleman (stagioni 3-8), doppiato da Sandro Acerbo.
- Adam Alexander Carrington (stagioni 3-9), interpretato da Gordon Thomson, doppiato da Piero Tiberi e Sergio Di Stefano.
- Amanda Bedford Carrington (stagioni 4-7), interpretata da Catherine Oxenberg (stagioni 4-6), Karen Cellini (stagione 7), doppiata da Isabella Pasanisi.
- Claudia Barrows Blaisdel Carrington (stagioni 1-6), interpretata da Pamela Bellwood, doppiata da Anna Rita Pasanisi.
- Samantha Josephine "Sammy Jo" Dean Reece Carrington Fallmont (stagioni 2-9), interpretata da Heather Locklear, doppiata da Silvia Tognoloni.
- Dominique Deveraux (stagioni 4-7), interpretata da Diahann Carroll, doppiata da Vittoria Febbi.
- Farnsworth "Dex" Dexter (stagioni 4-9), interpretato da Michael Nader, doppiato da Angelo Nicotra e Cesare Barbetti.
- Benjamin "Ben" Carrington (stagione 7), interpretato da Christopher Cazenove, doppiato da Massimo Turci e Dario Penne.
- Sabella "Sable" Scott Colby (stagione 9), interpretata da Stephanie Beacham, doppiata da Maria Pia Di Meo.
- Monica Colby (stagioni 6, 9), interpretata da Tracy Scoggins, doppiata da Micaela Esdra e Anna Rita Pasanisi.
- Leslie Saunders Carrington (stagioni 7, 8), interpretata da Terri Garber, doppiata da Claudia Razzi e Isabella Pasanisi.

## Premi
I riconoscimenti più famosi, intesi solo alla serie, non al cast artistico:
 Golden Globe 
Vinti:
- Miglior serie drammatica, (1984)

Nomination:
- Miglior serie drammatica, (1982)
- Miglior serie drammatica, (1983)
- Miglior serie drammatica, (1985)
- Miglior serie drammatica, (1986)
- Miglior serie drammatica, (1987)

 Premio Emmy 
Nomination:
- Miglior serie drammatica, (1982)

 Telegatto 
Vinti:
- Miglior telefilm straniero, (1985)
- Miglior telefilm straniero, (1988)
- Miglior telefilm straniero, (1989)

 People's Choice Awards 
Vinti:
- Miglior serie drammatica, (1984)
- Miglior serie drammatica, (1985)
- Miglior serie drammatica, (1986)
- Miglior serie drammatica, (1987)

 Soap Opera Digest Awards 
Vinti:
- Miglior soap opera, (1984)
- Miglior soap opera, (1985)

Nomination:
- Miglior soap opera, (1988)
- Miglior soap opera, (1989)
- Miglior soap opera, (1990)